# Francesco Curreli
Francesco Curreli (Austis, 11 maggio 1903 – Nemi, 27 marzo 1972) è stato un partigiano italiano.

## Biografia
Nato ad Austis l'11 maggio 1903 da Giovanni e Francesca Meloni, Francesco Curreli abbandonata la scuola in seconda elementare, lavorava come servo pastore. A 17 anni fu denunciato dai carabinieri di Oristano per rapina a mano armata commessa nel comune di Neoneli e, ricercato, emigrò per cercare lavoro in Francia (si trasferirà in seguito in Algeria). L'anno successivo fu emesso nei suoi confronti un mandato di cattura per rapina e denunciato per renitenza alla leva. Mentre dalla scheda riservata della Prefettura di Nuoro risulta che il 24 novembre 1923 una sentenza lo assolse per insufficienza di prove, nella Cartella Biografica risulta che il 4 novembre 1925, con sentenza della Corte d'Assise di Oristano, veniva condannato in contumacia a quattro anni e otto mesi di reclusione per rapina e lesioni.
Nel giugno 1936 si trasferisce in Spagna, dove nel settembre dello stesso anno si arruola, combattendo con il Quinto Regimiento e con le Brigate Internazionali nella guerra civile con il ruolo di sergente, ed in particolare prendendo parte alle battaglie attorno a Madrid e nella Catalogna, alle foci dell'Ebro. Nel febbraio 1939, spinto in Francia dall'avanzata delle truppe nazionaliste guidate da Francisco Franco, viene internato nei campi di concentramento di Argelès-sur-Mer, Gurs, e Le Vernet.
Viene arrestato dalla polizia al valico di Mentone, mentre tentava di rientrare clandestinamente in Italia, venendo processato e condannato a cinque anni di confino nell'isola di Ventotene. Dopo il 25 luglio 1943 si imbarca insieme ad altri antifascisti per Roma dove dopo aver partecipato alla battaglia per la difesa della Capitale si arruola nei GAP Centrali sotto il comando di Franco Calamandrei. Con i GAP romani prende parte all'attentato di via Rasella, lanciando su una compagnia del Polizeiregiment "Bozen" bombe di mortaio 'Brixia' modificate in bombe a mano. A seguito del tradimento di Guglielmo Blasi, il comando della Resistenza trasferisce Curreli in una formazione partigiana che operava sui Monti Prenestini. Si distingue in seguito in numerose azioni tra Sgurgola e Paliano.
Al termine della guerra diviene funzionario del PCI, venendo impegnato nel servizio di vigilanza presso la sede nazionale di via delle Botteghe Oscure. In tarda età una lunga malattia e l'amputazione di una gamba lo costringono a vivere il resto dei suoi giorni su una sedia a rotelle. Francesco Curreli si spegne il 27 marzo 1972 a Nemi, nella zona dei Castelli Romani, nella casa di cura di Villa delle Querce.
Il 2 ottobre 1986 è stato insignito della Medaglia d'argento al valor militare. Al nome di Francesco Curreli sono state intitolate una via e la Biblioteca comunale di Austis.